# Smidary
Smidary (německy Smidar) jsou obec (bývalé město) v okrese Hradec Králové v Královéhradeckém kraji. Leží na soutoku Cidliny a Javorky asi šest kilometrů severně od města Nový Bydžov. Celkem v nich žije přibližně 1 600 obyvatel.

## Historie
Obec středověkého původu se připomíná ve 14. století v majetku Metropolitní kapituly pražské, od níž ji zakoupili Vartenberkové. Roku 1424 ves vypálil Jan Žižka se svým vojskem. Roku 1562 byla na žádost Sabiny Zilvárové z Vřesovic povýšena na městečko s vlastním znakem a pečetí. Městská privilegia potvrdil roku 1633 Albrecht z Valdštejna a rozšířil je o výroční trh. Stejná privilegia potvrdil také další majitel panství Rudolf Colloredo z Wallsee v roce 1653 a jeho dcera Marie Antonie Montecuccoli, rozená Colloredová v roce 1707. Kamil Colloredo z Wallsee roku 1739 upravil robotní povinnosti. Colloredové vlastnili panství v letech 1651–1810. Roku 1870 byla do Smidar zavedena železnice: zastávka Severozápadní dráhy na trati Osek- Trutnov. Rezidenční zámek s okrasnou zahradou patřil Arturovi, Rosalii a Jindřichovi Waagnerovým z Wallernstädtu, dále v něm v letech 1895-1924 bydleli Čížkové ze Smidajchu, kterým byl zámek Smidary vyvlastněn při druhé pozemkové reformě.
V letech 1836–1892 zde byl provozován malý cukrovar, který roku 1892 vyhořel, dále pivovar, který měl v nájmu Arnošt Schreiber asi do roku 1900, a cihelna. V roce 1907 byla založena textilní továrna, roku 1920 přádelna bavlny firmy Bruna z Plavů, zestátněná roku 1948 a 1958 převedená pod podnik Tiba Dvůr Králové na Labem.

## Přírodní poměry
Vesnice stojí ve Východolabské tabuli. Podél jejího okraje protéká řeka Cidlina, jejíž tok a přilehlé pozemky jsou součástí přírodní památky Javorka a Cidlina – Sběř.

## Obyvatelstvo
| Rok            | 1869  | 1880  | 1890  | 1900  | 1910  | 1921  | 1930  | 1950  | 1961  | 1970  | 1980  | 1991  | 2001  | 2011  | 2021  |
| -------------- | ----- | ----- | ----- | ----- | ----- | ----- | ----- | ----- | ----- | ----- | ----- | ----- | ----- | ----- | ----- |
| Počet obyvatel | 3 395 | 3 587 | 3 626 | 3 682 | 3 796 | 3 371 | 3 038 | 2 264 | 2 245 | 1 933 | 1 735 | 1 559 | 1 507 | 1 516 | 1 526 |
| Počet domů     | 438   | 461   | 477   | 484   | 534   | 550   | 642   | 647   | 602   | 561   | 520   | 638   | 631   | 636   | 633   |

## Části obce
- Červeněves
- Chotělice
- Křičov
- Loučná Hora
- Smidary

## Doprava
Smidary se nachází na křižovatce silnice II/280 a II/327. Východně od vesnice vede železniční trať Chlumec nad Cidlinou – Trutnov, na které se nachází stanice Smidary. Do sedmdesátých let dvacátého století zde začínala regionální železniční trať Smidary – Vysoké Veselí.

## Pamětihodnosti

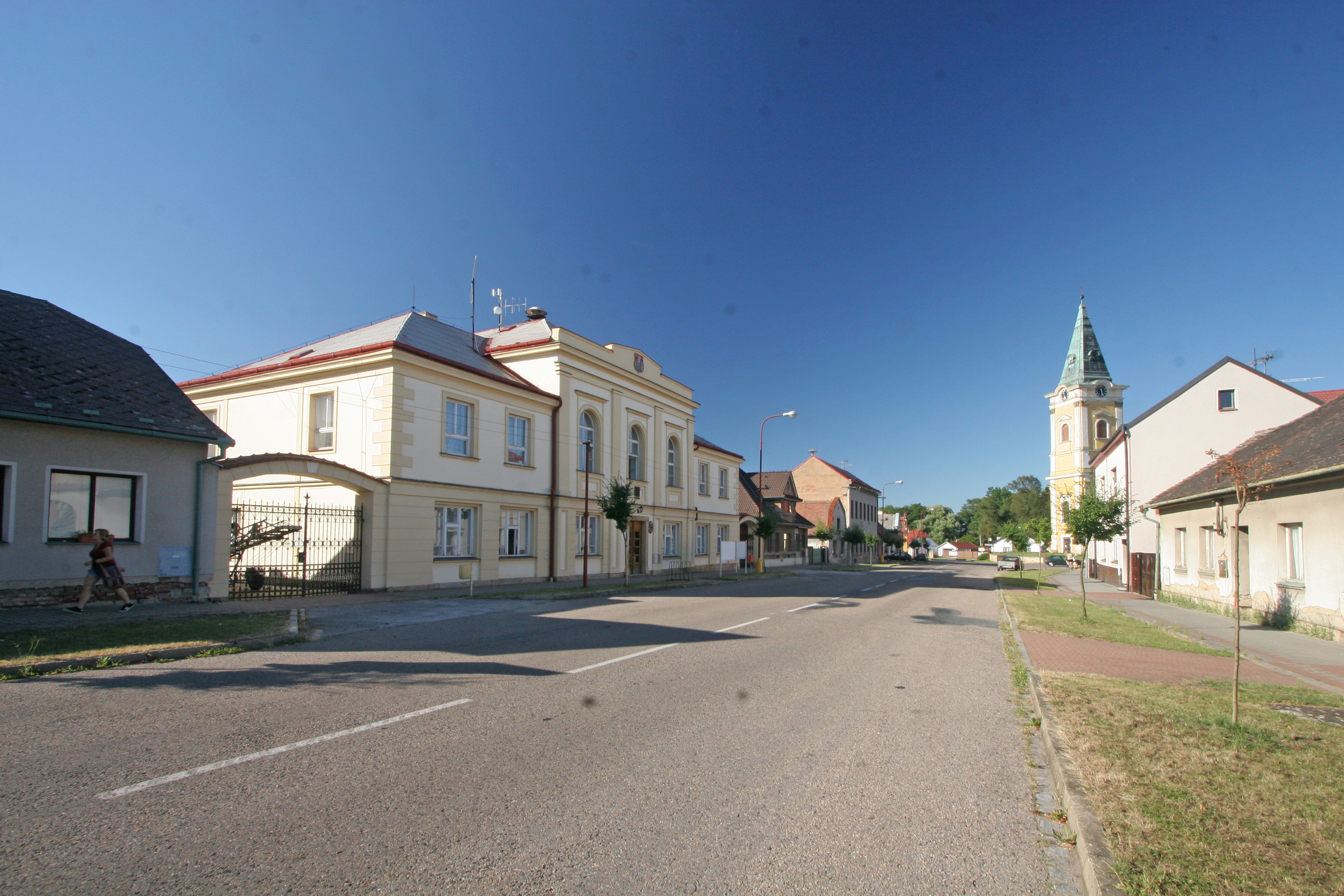
Centrum obce

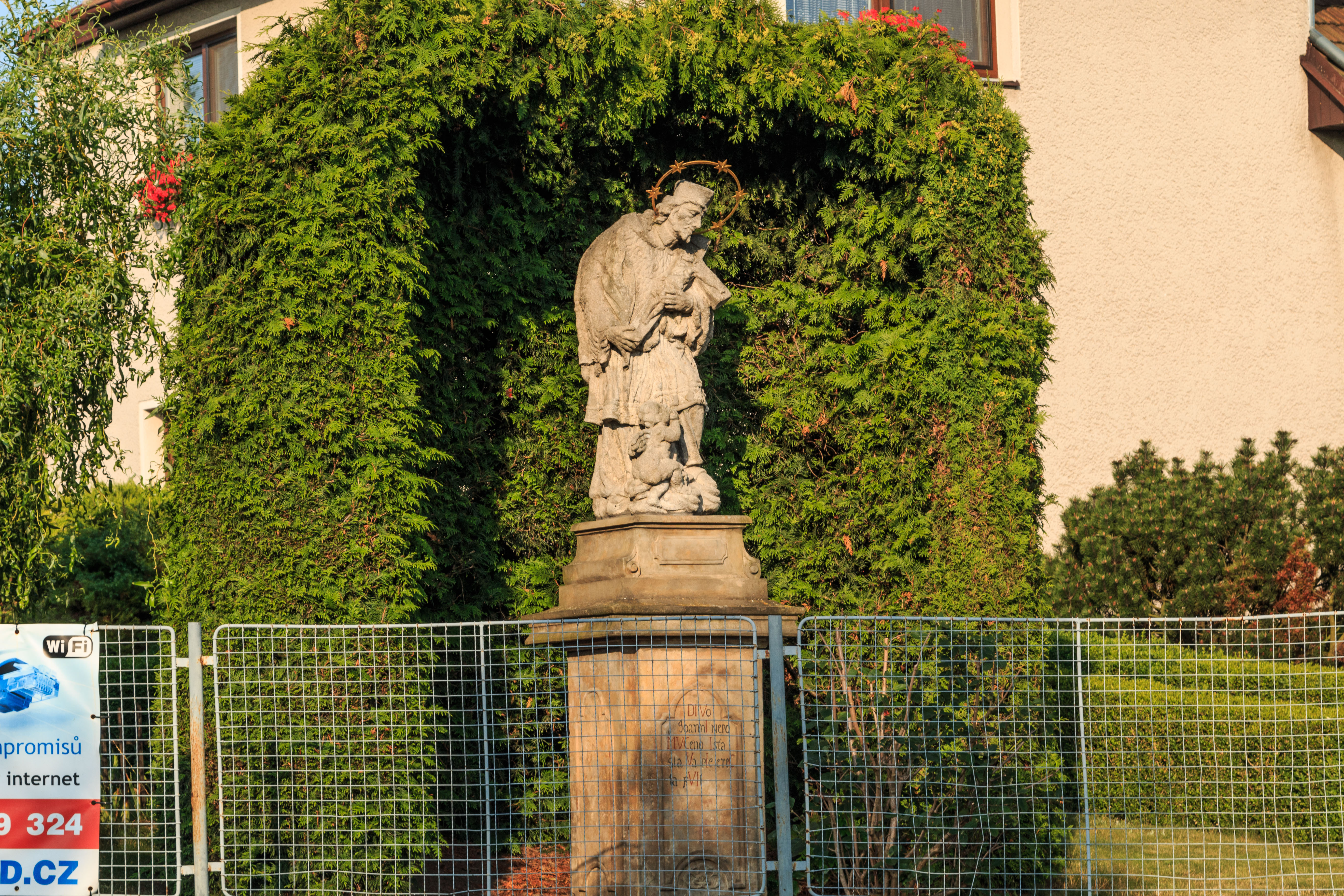
Socha svatého Jana Nepomuka, Veselský háj

- Kostel svatého Stanislava - raně barokní, přestavěn do roku 1769, iluzivní malby v interiéru vytvořil Václav Kramolín (1770)
- Mariánský sloup z roku 1718, roku 1922 se při vichřici zřítil a mariánská socha se rozbila, nahrazena rustikální prací
- vodní mlýn Podhrad s chladírnou (technická památka),
- Empírová budova radnice z roku 1826
- Sokolovna z let 1936–1937
- Barokní sochy svatého Jana Nepomuckého a svatého Václava

## Osobnosti
- Edward Babák (1873–1926), fyziolog, biolog a srovnávací morfolog, rektor Masarykovy univerzity
- Emanuel hrabě Mensdorff-Pouilly (1866–1948), majitel zámku, Člen parlamentu Království českého
- Alois Neuman (1901–1977), politik, zastával různé vládní posty v Československu
- Jiří Šotola (1924-1989), spisovatel a dramatik